# Myles Cale
Myles Cale (Middletown, Delaware; 5 de marzo de 1999) es un baloncestista estadounidense que pertenece a la plantilla del FC Barcelona de la Liga ACB. Con 1,98 metros de estatura, juega en la posición de escolta o alero.

## Trayectoria deportiva

### Universidad
Jugó cinco temporadas con los Pirates de la Universidad Seton Hall, en las que promedió 8,2 puntos, 3,4 rebotes y 1,0 robos de balón por partido.

#### Estadísticas
| Año     | Equipo     | PJ  | PT  | MPP  | %TC  | %3P  | %TL  | RPP | APP | ROB | TPP | PPP  |
| ------- | ---------- | --- | --- | ---- | ---- | ---- | ---- | --- | --- | --- | --- | ---- |
| 2017–18 | Seton Hall | 34  | 5   | 17.2 | .467 | .283 | .629 | 1.6 | .6  | .6  | .1  | 4.3  |
| 2018–19 | Seton Hall | 34  | 34  | 30.1 | .411 | .378 | .667 | 4.1 | 1.2 | .8  | .1  | 10.2 |
| 2019–20 | Seton Hall | 30  | 25  | 23.0 | .387 | .284 | .583 | 3.7 | .9  | 1.0 | .1  | 6.0  |
| 2020–21 | Seton Hall | 27  | 27  | 30.9 | .448 | .369 | .724 | 3.6 | .9  | 1.0 | .1  | 11.6 |
| 2021-22 | Seton Hall | 29  | 29  | 28.9 | .422 | .359 | .625 | 3.9 | 1.0 | 1.5 | .1  | 9.8  |
| Total   | Total      | 154 | 120 | 25.8 | .424 | .346 | .652 | 3.4 | .9  | 1.0 | .1  | 8.2  |

### Profesional
Tras no ser elegido en el Draft de la NBA de 2022, en noviembre firmó con los Greensboro Swarm de la NBA G League, pero fue cortado tras disputar un único partido, en el que consiguió 15 puntos, 7 asistencias y 5 rebotes, para fichar el 2 de diciembre con el equipo belga del Limburg United de la BNXT League. En su primera temporada promedió 12,2 puntos y 4,5 rebotes, estadísticas que mejoraron al año siguiente hasta los 16,0 puntos y 4,9 rebotes por partido, acabando como el sexto mejor anotador de la competición, y ayudando a su equipo a conquistar la Copa de Bélgica.
El 16 de junio de 2024 firmó con Dolomiti Energia Trento de la Lega Basket Serie A italiana, donde jugó una temporada en la que promedió 11,2 puntos 3,3 rebotes y 1,8 asistencias por partido.
El 20 de junio de 2025 firmó contrato con el FC Barcelona de la Liga ACB española.